# Нойберг-ім-Бургенланд
Нойберг-ім-Бургенланд (нім. Neuberg im Burgenland) — громада  (нім. Gemeinde)  в Австрії, у федеральній землі Бургенланд. 
Входить до складу округу Гюссінг.  Населення становить 1015 чоловік (станом на 31 грудня 2005 року). Займає площу 17,6 км². 

## Політична ситуація
Бургомістр громади — Даніль Нойбауер (АНП) за результатами виборів 2007 року.
Рада представників громади (нім. Gemeinderat) складається з 15 місць.
- АНП займає 8 місць.
- СДПА займає 7 місць.

## Виноски
- Офіційна сторінка(нім.)